# Ciré-d'Aunis
Ciré-d'Aunis is een gemeente in het Franse departement Charente-Maritime (regio Nouvelle-Aquitaine). De plaats maakt deel uit van het arrondissement Rochefort. Ciré-d'Aunis telde op  	1 januari 2022 1.560 inwoners.

## Geografie
De oppervlakte van Ciré-d'Aunis bedroeg op 1 januari 2022 25,76 vierkante kilometer; de bevolkingsdichtheid was toen 60,6 inwoners per km².
De onderstaande kaart toont de ligging van Ciré-d'Aunis met de belangrijkste infrastructuur en aangrenzende gemeenten.

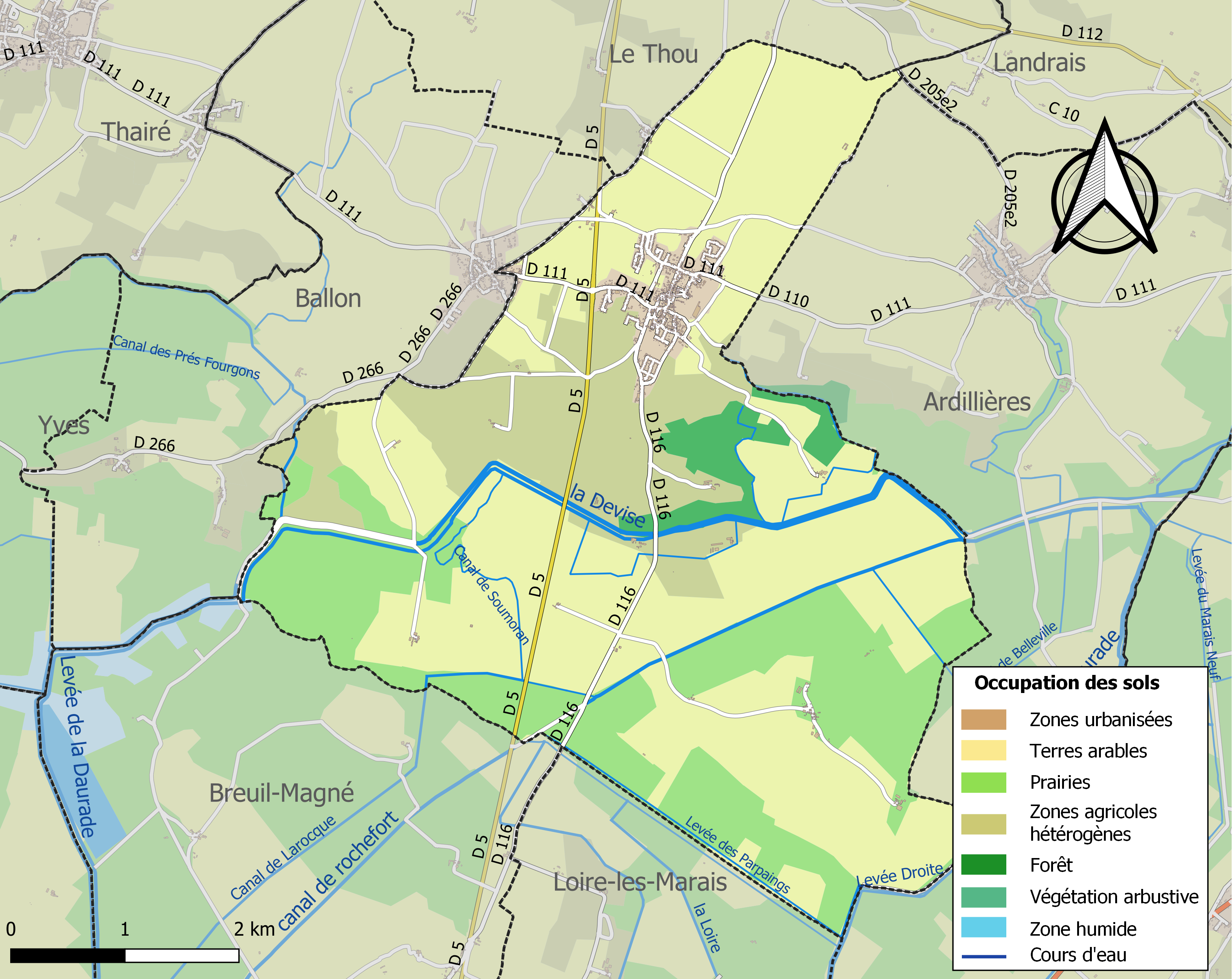

## Demografie
Onderstaande figuur toont het verloop van het inwonertal (bron: INSEE-tellingen).